# فتحية سبور
نادي فتحية سبور الرياضي (بالإنجليزية: Fethiye Spor Kulübü)‏ نادي كرة قدم تركي محترف، تابع لمدينة «فتحية» السياحية بمحافظة موغلا، ويلعب في الدرجة الأولى. تم تأسيس النادي في سنة 1933.